# بيير نانترم
بيير نانترم (بالفرنسية: Pierre Nanterme)‏ رجل أعمال فرنسي، وهو المدير التنفيذي للشركة الضخمة أكسنتور التي تعتبر أضخم شركة في العالم لعام 2015 .
ولد بفرنسا عام 1959، إلتحق بمدسة الأعمال ESSEC Business School الفرنسية. حصل على عدة جوائز عالمية.